# Jonathan Lerman
Jonathan Lerman (né en 1987) est un artiste outsider américain né en 1987, à New York, dans le Queens. Il est reconnu comme étant un autiste savant, avec un quotient intellectuel limité, alliant de fortes difficultés de langage et un don précoce pour le graphisme, de préférence des portraits dessinés au fusain. Il réside actuellement à Vestale.

## Biographie
Jonathan Lerman est devenu progressivement mutique à l'âge de deux ans, et l'année suivante, il a été diagnostiqué autiste. Son QI est censé être de 53.
La fibre artistique de Lerman est apparue à l'âge de 10 ans. En 1999, il avait sa propre exposition solo à la KS Art gallery à New York.
Lerman a eu des expositions personnelles, et a également exposé son travail aux côtés d'autres artistes.
Lerman est apparu à l'émission de télévision « True Life » de MTV, dans l'épisode True Life: I Have Autism.

## Livres
- George Braziller. Jonathan Lerman: The Drawings of a Boy with Autism (2002)

## Sources
- (en) Blumenthal, Ralph, « Success at 14, Despite Autism; His Drawings Go for Up to $1,200 and Win High Praise », The New York Times,‎ 16 janvier 2002 (lire en ligne, consulté le 5 novembre 2007)
- Treffert, Darold, « Jonathan Lerman - An Extraordinary Artist », Wisconsin Medical Society (consulté le 7 novembre 2007)